# Hori hori

Un hori hori.

Un hori-hori, a veces referido como un "cuchillo del suelo" o un "cuchillo de limpieza", es una gran sierra de usos múltiples hoja de acero para trabajos de jardinería, como cavar o cortar. La cuchilla está afilada en ambos lados y llega a un punto semi-fuerte al final. 
La palabra "Hori" (ホリ) significa "cavar" en japonés y "Hori-Hori" es la onomatopeya para obtener un sonido de excavación. La herramienta en sí se conoce comúnmente como レジャー ナイフ, "cuchillo de ocio" en japonés. 

## Descripción y uso
El tamaño de la cuchilla varía desde once hasta quince centímetros de longitud total, dependiendo del tamaño de la empuñadura. El tamaño de la hoja puede variar, pero normalmente es alrededor de 67/8" por 13/4". 
La hoja de acero inoxidable es a menudo pulido con acabado de espejo y generalmente se combina con una vaina. 
La hoja es de gran nitidez y es de sierra para cortar a través de las raíces y el suelo duro. Las funciones incluyen un cuchillo, una sierra, una herramienta de excavación, o como un dispositivo de medición para la plantación de bulbos. 
El Hori-Hori tiene usos en jardinería como el deshierbe, corte de raíces, el trasplante, la eliminación de las plantas, cortar el césped y la división. La hoja está hecha de acero al carbón grueso y fuerte o acero inoxidable, mucho más fuerte que la forma es cóncava para que sea ideal para la excavación y curiosos. La hoja tiene un gran mango liso de madera para un uso cómodo con una sola mano. Puede servir como un hacha de mano pequeño.

## Historia
La herramienta de excavación Hori-Hori, implementó por primera vez en Japón, se utilizó originalmente para excavar cuidadosamente apreciada sansai en las montañas. 